# Pterocarpus angolensis
Espèce
Classification APG III (2009)
Statut de conservation UICN

 LC  : Préoccupation mineure

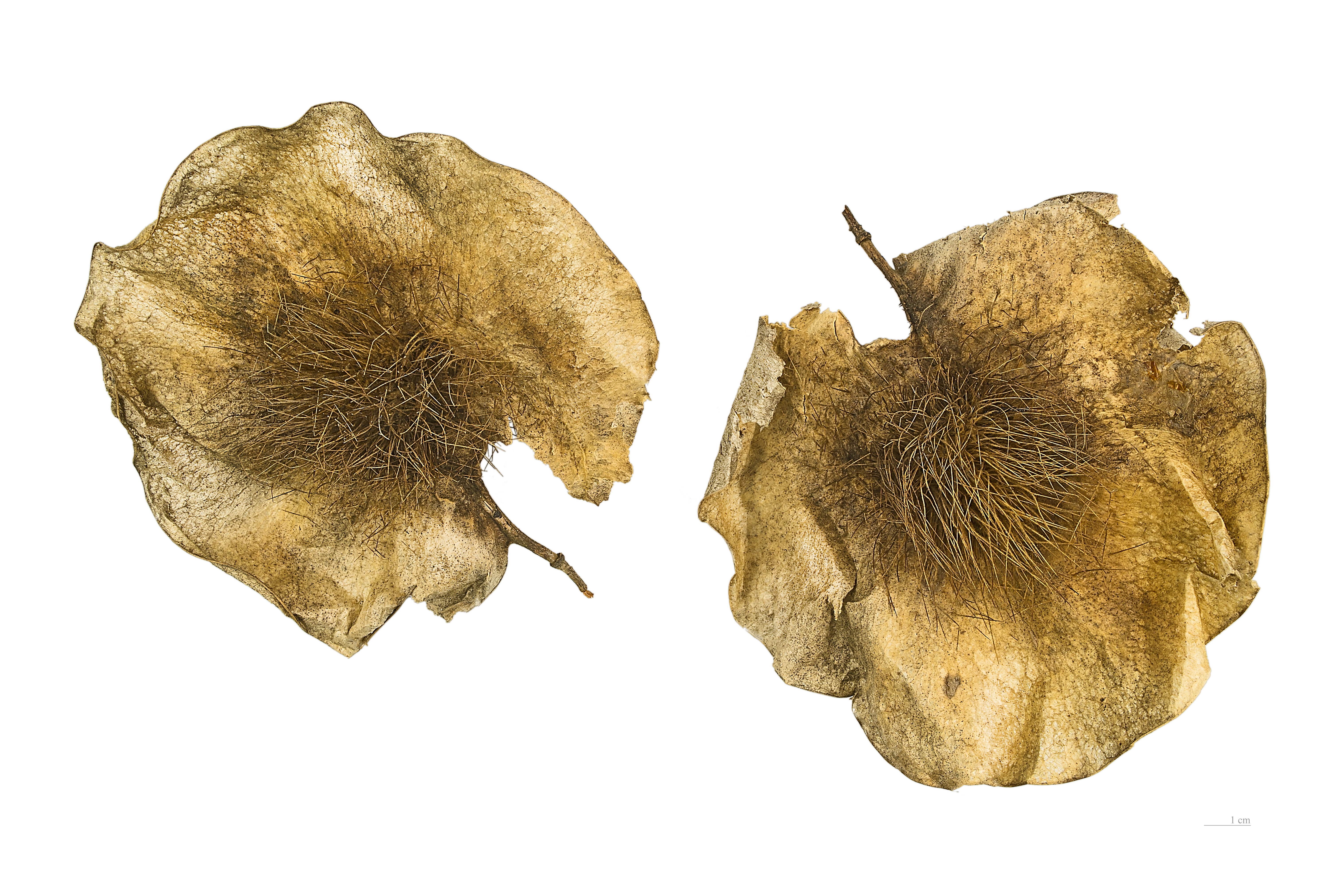
Gousses de Pterocarpus angolensis au MHNT.

Pterocarpus angolensis est une espèce de plantes à fleurs du genre Pterocarpus et de la famille des Fabaceae. C’est un arbre trouvé en Afrique australe.

## Historique et dénomination
L'espèce Pterocarpus angolensis a été décrite par le botaniste suisse Augustin Pyrame de Candolle en 1825.

## Répartition
Originaire d'Afrique australe, on le trouve en Angola, au Mozambique, en Namibie, en Afrique du Sud, au Swaziland, en Tanzanie, au Zaïre, au Zimbabwe et en Zambie.

## Usage

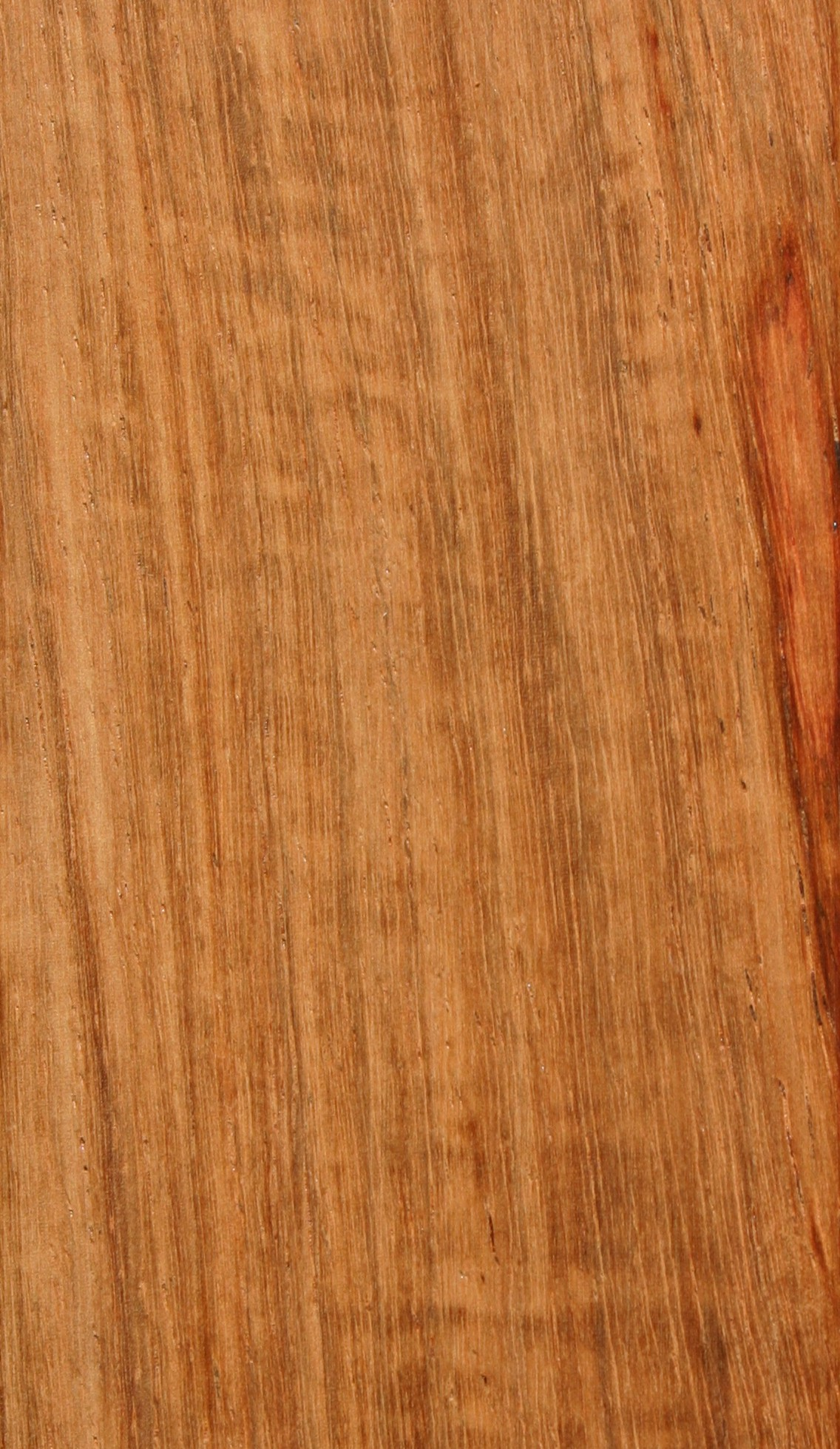
Bois poli.

Il y a beaucoup d'utilisations pour le bois de Pterocarpus angolensis.

Son bois brun est résistant aux termites et foreurs, est durable et a un parfum agréable épicé.

Ce bois se polit bien et est connu en Afrique tropicale sous le nom de "Mukwa" quand il est utilisé pour fabriquer des meubles.

Comme il ne gonfle pas ni ne se réduit au contact de l'eau, il est idéal pour la construction de pirogues.